# 马雷斯防线

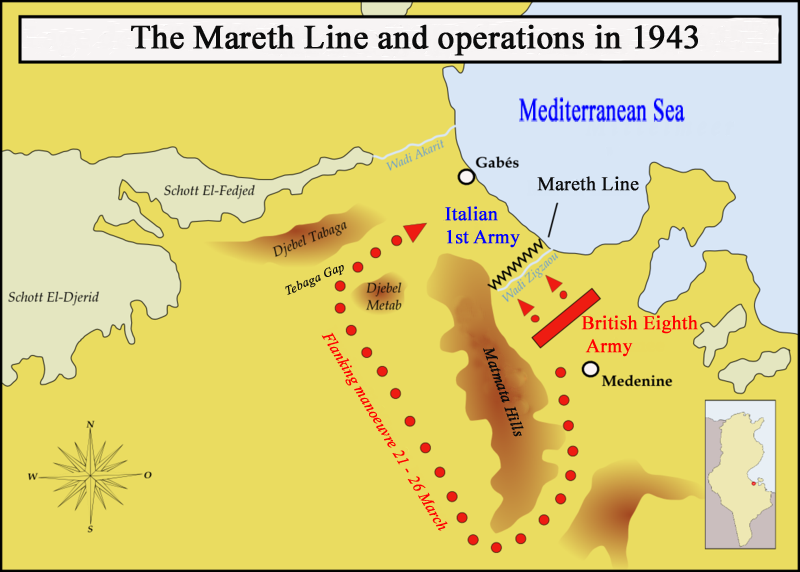
马雷斯防线和1943年3月的英国攻势

马雷斯防线 (英語：Mareth Line) 是一个防御工事系统，由法国在二战之前建造于突尼斯南部城镇梅德宁（Medenine）和加贝斯（Gabès）之间。它被设计用于防御来自利比亚的意大利军队的攻击，但在法国战败和火炬行动之后，该工事落入轴心国手中，并被德国和意大利用于防御英国军队。

## 描述
在地理上，突尼斯中部主要是阿特拉斯山脉，此外南部和北部主要是平坦的地形。南方的最显著的地貌特征是马特马塔（Matmâta）山，一座南北走向的山脉，并大致和东部的地中海海岸平行。山脉的西面是荒凉的沙漠，使得山脉和海岸之间的区域成为仅有的易于通行的道路以控制南方地区。沿着马特马塔山脉的北部的一系列东西向的小山脉，使这处通路变的更加复杂。有一个小隘口位于两座山脉之间，泰巴加（Tebaga）隘口，它位于在马特马塔山脉的最北端。
防线主要沿着从海岸至内陆的约35公里（22英里）Zigzaou干谷，最终抵达马特马塔山脉，并穿过海岸公路。干谷提供了一个天然的防线，陡峭的堤岸在有的地方达70英尺高（21米）。它被称为北非最艰难的军事防线。法国人认为山脉完全不可能通行，从而不考虑任何来自内陆侧翼的企图，然而后来的增压行动却证明这种看法是错误的。

## 战争历史
盟军在阿拉曼取得成功之后，德国和意大利军队进行撤退战斗穿过利比亚北部进入突尼斯，伯纳德·蒙哥马利将军的英国第8集团军在梅德宁停下，以准备对马雷斯防线进行艰难的攻击。同时现在由乔瓦尼·梅塞将军指挥的意大利第一集团军（包含埃尔温·隆美尔陆军元帅的德意志非洲军残余部分和意大利军队）企图抢先发动攻击（卡普里行动）。当这次攻击失败以后，轴心国军队撤退至马雷斯防线并等待英军进攻。

### 拳击家行动
1943年3月19日，英国第8集团军进攻马雷斯防线。英军第30军下属第50（诺森伯兰）步兵师在靠近（萨拉特）Zarat处成功渗入防线，但他们的孤立阵地被第15装甲师在3月22日的一次反击中摧毁。
长距离沙漠团早先的侦察证明防线可以被从侧面包围。这将能够使一支军队从西面进入泰巴加（Tebaga）隘口并出现在马雷斯防线背后的滨海平原上。实施一记“左勾拳”。因此蒙哥马利派出伯纳德·弗雷伯格（Bernard Freyberg）中将麾下被加强的新西兰第2师——现在是新西兰军——穿过马特马塔（Matmâta）山脉。因遭遇顽强防守这次进攻被停止。

### 增压行动II
尽管第30军和新西兰军的进攻被击退，盟军重新部署英国第10军下属第1装甲师前往增援泰巴加隘口。第10军指挥官布赖恩·霍罗克斯（Brian Horrocks）被命令指挥泰巴加隘口的行动并于3月26日重新开始攻击。这记“左勾拳”于3月27日穿过了泰巴加隘口，配合前方一波新发起的攻击，防线因难于防守而被放弃。然而，当第1装甲师在哈迈（El Hamma）遭遇阻碍时，梅塞的军队能够逃出包围。轴心国军队撤退到往北60公里（37英里）的阿卡里特（Akarit）一线。

## 脚注
1. ↑  .   [2011-07-15]. （原始内容存档于2010-07-08）.